# Malaucena
Malaucena (en francès Malaucène) és un municipi francès situat al departament de Valclusa i a la regió de Provença – Alps – Costa Blava.

## Demografia
| 1962                                       | 1968  | 1975  | 1982  | 1990  | 1999  | 2006  |
| ------------------------------------------ | ----- | ----- | ----- | ----- | ----- | ----- |
| 1.780                                      | 1.940 | 1.955 | 2.096 | 2.172 | 2.538 | 2.691 |
| Des de 1962: població sense dobles comptes |       |       |       |       |       |       |

## Administració
| Període | Identitat       | Partit |
| ------- | --------------- | ------ |
| 2001-   | Dominique Bodon | UMP    |